# Dubai Creek Tower
Dubai Creek Tower (em árabe: برج خور دبي) é uma torre de observação suportada em construção localizada em Dubai, Emirados Árabes Unidos, a um custo preliminar de AED 3,67 bilhões (US $ 1 bilhão) e deverá ser concluído em 2025, no mínimo. A torre foi inicialmente conhecida como A Torre no Porto de Dubai Creek.
A altura final não foi divulgada, mas o desenvolvedor Emaar fala oficialmente sobre uma altura de pelo menos 828 metros (2.717 pés), que é a altura do Burj Khalifa, o arranha-céu mais alto de Dubai. Após a conclusão, ela se tornará a torre mais alta do mundo, ultrapassando a Tokyo Skytree.

## Conceito
Aurecon, a empresa de engenharia que trabalha no projeto afirmou que a nova torre mais alta de Dubai emitirá um 'farol de luz' de seu pico à noite. No topo estará um botão oval, abrigando dez plataformas de observação, incluindo a Sala Pinnacle, que oferecerá uma vista de 360 graus da cidade, de acordo com um comunicado da empresa de engenharia Aurecon, que está trabalhando com o arquiteto espanhol Santiago Calatrava no projeto. "A Torre testará a habilidade do Aurecon enquanto desempenhamos nossa parte em deixar uma marca na estrutura construída da humanidade", disse Adrian Jones, diretor de projeto da Aurecon para a Torre. "É um privilégio absoluto ser assessorado por Santiago Calatrava e Emaar Properties para trabalhar neste projeto, e nós montamos uma equipe estelar para dar vida a essa ideia." O projeto inclui uma rede distinta de cabos de aço que se ligam a um núcleo central de concreto armado que alcançará o céu.
O presidente da Emaar Properties, Mohamed Alabbar, descreveu o novo projeto como um "monumento elegante" que agregará valor à propriedade que está sendo desenvolvida pela empresa ao longo do riacho da cidade. “A torre será estreita, evocando a imagem de um minarete, e será ancorada ao solo com cabos resistentes.
Em 15 de janeiro de 2017, uma maquete revisada do projeto original foi exposta no Centro de Vendas do complexo. A altura do deck de observação e a contagem do piso foram aumentadas.
Em fevereiro de 2017, apareceu uma representação da Torre, que a retratava como um edifício sustentado por cabos. Além disso, em um artigo, foi anunciado que o nome da torre será Creek Tower.

## Construção
Em outubro de 2016, Mohammed bin Rashid Al Maktoum participou da inauguração da torre, que começou a construção da torre com a inauguração planejada sendo em 2021.
Um vídeo mostrando a construção até agora foi lançado em agosto de 2017. Em maio de 2018, as fundações da Torre foram concluídas.